# Emporte-moi – Nimm mich mit
Emporte-moi – Nimm mich mit ist ein Filmdrama über das Erwachsenwerden aus dem Jahr 1999. Regisseurin ist Léa Pool. Die Hauptrolle wird von Karine Vanasse verkörpert. Der Titel in den USA lautet Set Me Free.

## Handlung
Das junge Mädchen Hanna ist in der Pubertät und neugierig auf das Leben. Die Familienverhältnisse der Vierzehnjährigen sind schwierig. Ihr jüdischer Vater schreibt an einem Buch, hat aber keine Arbeit, um seine Familie zu ernähren. Er verspricht ihr, sich niemals umzubringen und gibt ihr das Tagebuch der Anne Frank zum Lesen. Die unverheirateten Eltern streiten sich über ihre unterschiedlichen Religionen und über Hannas Großeltern, aber sie lieben sich auch. Die katholische Mutter bringt die vierköpfige Familie mit ihrem Job als Näherin mehr schlecht als recht durch. Sie ist durch die viele Arbeit überlastet und landet schließlich mit einer Überdosis Tabletten im Krankenhaus. Auf dem Schulhof erlebt Hanna Antisemitismus. Sie sieht sich immer wieder den Kinofilm Die Geschichte der Nana S. (Vivre sa vie) von Jean-Luc Godard an. Sie nimmt sich die Hauptfigur Nana, gespielt von Anna Karina, als Vorbild, das ihr beim Erwachsenwerden hilft. Die unruhige Hanna fühlt sich von den Eltern unverstanden und alleingelassen und läuft von zu Hause weg, als der Vater im Streit handgreiflich wird. Sie sucht kurz Zuflucht bei ihrer Freundin Laura. Erste Erfahrungen mit Sexualität macht sie, als sie sich einem Freier für fünf Dollar hingibt, wobei aus anfänglichem Spiel Ernst wird und die folgende Sequenz andeutet, dass sie vergewaltigt wurde. Eine von ihr angehimmelte Lehrerin bringt Hanna mit ihrem zugelaufenen Hund in ihre Familie zurück. Mit einer Umarmung von ihrer Mutter endet der Film.

## Kritiken
- Cinema beschrieb den Film als „sensibles Drama über das Erwachsenwerden“.[1]
- Prisma sah „das eindrucksvolle und vielfach preisgekrönte Porträt eines Teenagers im Montreal des Jahres 1963, von Regisseurin Lea Pool (‚Im Zug der Leidenschaft‘) sensibel inszeniert. Die Kritik sparte nicht mit Blumen, als sie den Film bei der Berlinale 1999 mit dem Spezialpreis der Jury krönte.“[2]
- Laut tvtv.de schuf Léa Pool ein Mädchen, „das mit den vielfältigen Problemen der Pubertät und des Erwachsenwerdens alleine fertig werden muss. Vor dem Hintergrund des Montreals der 60er Jahre ist der renommierten kanadischen Regisseurin ein eindrucksvoller und vor allem sensibler Film gelungen, den die Kritik zu den schönsten Filmen der Berlinale 1999 zählte.“

## Auszeichnungen (Auswahl)
- 1999 gewann Léa Pool bei den Internationalen Filmfestspielen 1999 in Berlin einen Special Prize of the Ecumenical Jury.
- 1999 gewannen Léa Pool und Karine Vanasse beim Toronto International Film Festival.
- 2000 gewannen bei der Prix-Jutra-Verleihung: Karine Vanasse als beste Schauspielerin; Serge Bureau und Michèle Hamel für die beste Art Direction; Pascale Bussières als beste Nebendarstellerin. Léa Pool gewann einen Spezialpreis.
- 2000 gewann Léa Pool beim Sarajevo Film Festival eine Panorama Jury Prize – Honorable Mention.
- 2000 gewann Léa Pool beim Schweizer Filmpreis in der Kategorie Bester Spielfilm.
- 2000 wurde Léa Pool bei den Genie Awards für die beste Regie und das beste Originaldrehbuch nominiert.

## Hintergrundinformationen
Im Jahr 2000 war der Film der Vorschlag Kanadas für einen Oscar in der Kategorie Bester fremdsprachiger Film. Er wurde aber nicht für diesen Preis nominiert.
Der Film wurde im August 2001 als VHS-Kassette mit einer Lauflänge von ca. 91 Minuten auf Deutsch veröffentlicht. In den USA ist er unter dem englischen Titel ebenfalls als Kassette erhältlich. In Kanada ist er als DVD erschienen. Als Sprache ist Französisch angegeben.